# Выходил, Томаш
То́маш Вы́ходил (чеш. Tomáš Vychodil; родился 7 октября 1975, Оломоуц) — чешский и российский футболист, защитник. Тренер.

## Карьера
Томаш Выходил — воспитанник футбольной школы «Сигма» из Оломоуца. Первым тренером был его отец, первым клубом — «Сокол Уест», а первой профессиональной командой была «Сигма», в которой Томаш дебютировал в 1993 году и, проведя несколько сезонов в родной команде, перебрался в «Каучук» из Опавы, в которой отыграл 4 года. Сначала команда играла в первой лиге, затем вышла в высшую. После этого Томаш выступал за «Опаву» ещё три сезона. После вылета клуба из Гамбринус-лиги ему захотелось попробовать свои силы за границей. Сначала был вариант в одном из польских клубов, но затем агент футболиста предложил ехать в Россию. В 2002 году он перебрался в Смоленск, где год отыграл в местном «Кристалле», который выступал в первом дивизионе. Дебют чеху удался, «Кристалл» выиграл со счётом 1:0, после чего, транзитом через подмосковные «Химки», Томаш оказался в «Томи», куда его пригласил Дмитрий Галямин. Он подписал контракт по системе 1+1. На следующий сезон томский клуб вышел в премьер-лигу, где Выходилу толком заиграть не удалось. В 2005 году он провёл лишь два матча в элите за томичей. Не выдержав конкуренции со стороны Валерия Катынсуса и Сергея Ясковича, Томаш отправляется в соседний Новосибирск, где путь в первом дивизионе начал тогда ещё «Чкаловец-1936», который вскоре был переименован в «Сибирь». Выходил постепенно стал ключевым защитником клуба, и лишь 2008 год для Томаша, так же как и для клуба, стал не самым успешным. Выходил половину сезона пропустил из-за травм, да и Сергей Оборин не всегда доверял опытному чеху. Но во втором круге сезона 2009 Томаш отыграл все 18 матчей без замен, составив вместе с Денисом Бухряковым самую надёжную в лиге связку центральных защитников. По окончании сезона он и Бухряков продлили контракты с «Сибирью». В Премьер-лиге провёл 25 игр. 26 февраля 2013 года вернулся в «Сибирь». После сезона 2016/17 Томаш Выходил завершил карьеру футболиста.
В июне 2020 года вошёл в тренерский штаб клуба «Новосибирск».

## Личная жизнь
Женат. Четверо детей. Есть младшая сестра. Родители Томаша живут в Опаве. Отец Выходила, так же как и сын, играл в футбол.
Имеет российское гражданство.
Малоуспешно изучал русский язык в школе города Оломоуца 4 года.